# Programul Voyager

Traiectoria sondelor Voyager

Programul Voyager este alcătuit din două sonde spațiale, Voyager 1 și Voyager 2. Acestea au fost lansate în 1977, pentru a profita de poziția favorabilă a planetelor de la sfârșitul anilor ’70. Scopul oficial al misiunilor era studierea planetelor Saturn și Jupiter, acesta fiind însă depășit, în acest moment sondele (încă în stare de funcționare) fiind la marginea Sistemului Solar, mult dincolo de orbita lui Pluto.